# 奥野浩
奥野 浩（おくの ひろし）は、三重県伊勢市在住の日本のアマチュア天文家。

## 超新星捜索
幼少期から天文学に興味があり、小学生のころには天体望遠鏡を使用するようになった。その後天文趣味にはブランクが空くも、カメラ販売店勤務の妻の影響で1997年のヘール・ボップ彗星をきっかけに天体写真の撮影を始めた。
2000年には高橋製作所の20cmニュートン式望遠鏡MT-200とビクセンのアトラクス赤道儀を導入し、空の暗いところへ移動しては星雲・星団を撮影することを続けていた。
しかし重い機材を運搬する手間から、空の暗い土地に自前の観測所を構えたいと考えるようになり、2015年に伊勢神宮の南西にある鷲嶺山の山頂付近の別荘地を購入、中央光学製の40cmF10カセグレン式望遠鏡を有するリモート観測可能な天文台を建設した。
当時から定年後は新天体の捜索・観測をすることを見据えており、その中で超新星を対象に選んだことがF10という長焦点の望遠鏡を導入した理由にもなっている。そして定年となった2020年から、夜のはじめに自宅から望遠鏡を遠隔操作・観測対象をまとめてセットし、睡眠中に一晩中捜索対象の銀河を自動で撮影、朝自宅から天文台に向かい、前夜撮影の画像を日中をかけて精査するというスタイルをとっている。これは、天文台を職場と考えいわば出勤するという形で定年前の生活スタイルを崩さないようにする意図も含まれている。
捜索には前述の望遠鏡にレデューサーレンズを取り付けF6.0、焦点距離2400mmとした光学系にビットランのBJ-55L-G1冷却CCDカメラを取り付けて、1銀河を1分露光で最大一晩で300対象を撮影する。

## 超新星の発見
捜索を始めてから2年半が経った2023年1月11日の20時17分(日本時間)に前述のシステムを用いてペルセウス座の銀河IC1874を撮影した画像を翌日12日に確認し、16.9等級の新天体を発見した。
IAUのシステムでAT 2023fuと名付けられたこの天体は、1月13日にイタリア超新星捜索プロジェクトのアマチュア天文家・Claudio Balconによって20cm望遠鏡とFOSC-ES32分光器を用いて分光観測がなされ、超新星特有のスペクトルが確認されたことからⅡ型超新星と認められ、SN 2023fuと名付けられた。